# ژوراولیوفکا (استان بلگورود)
ژوراولیوفکا (انگلیسی: Zhuravlyovka, Belgorod Oblast) یک شهرک در بخش بلگورودسکی استان بلگورود کشور روسیه است.